# Ulmus hollandica
Ulmus hollandica là một loài thực vật có hoa trong họ Ulmaceae. Loài này được Mill. miêu tả khoa học đầu tiên năm 1768.